# Зимовский, Александр Леонидович
Зимо́вский, Алекса́ндр Леони́дович (род. 10 января 1961) — белорусский и российский журналист, медиаконсультант и общественный деятель, член Совета Республики Национального собрания Республики Беларусь (2005—2008).

## Биография
Родился 10 января 1961 года в Германии. Служил в Советской Армии (1979—1984 годы). Окончил три курса факультета военной журналистики Львовского высшего военно-политического училища (1980—1983 годы), факультет банковского дела Полесского государственного университета (2007).
Был рабочим Борисовской райагропромтехники, корреспондентом ряда газет и журналов («Деловой вестник», «Человек и экономика», «Национальная экономическая газета»), корреспондентом и политическим обозревателем службы информации телевидения информационного агентства Белтелерадиокомпании, работал в Югославии во время военного конфликта на Балканах (1998—1999 годы).
С 1995 по 2001 годы Александр Зимовский вёл информационно-аналитическую программу «Резонанс» на Белорусском телевидении, получившую широкую известность в Республике Беларусь и за рубежом. С 2000 по 2002 годы — заместитель председателя Национальной государственной телерадиокомпании Республики Беларусь. В 2002 году стал генеральным директором ЗАО «Столичное телевидение». С 22 декабря 2005 года по 28 декабря 2010 года — Председатель Национальной государственной телерадиокомпании Белоруссии. По квоте президента в 2004 году стал депутатом Совета Республики (полномочия истекли в 2008 году). Был членом Постоянной комиссии по экономике, бюджету и финансам.
C 2011 года Александр Зимовский работает медиаконсультантом в Российской Федерации. В этом же году он основал интернет-ресурс «inosmi.by».

## Санкции ЕС, США
Возглавляя Белтелерадиокомпанию, активно поддерживал политику, проводимую президентом Белоруссии А. Г. Лукашенко, за что в апреле 2006 года был включён в санкционный список специально обозначенных граждан и заблокированных лиц США и «Чёрный список ЕС».

## Награды
- Диплом Белорусской ассоциации журналистов «Ганаровы крумкач» (рус. «Почётный ворон») (1996)[9]
- Орден «За службу Родине» ІІІ степени (1999)[9]
- Орден Франциска Скорины (2007)[9][10].

## Работы
- Зимовский А. Л., Козловский В. В. Справочник банковского служащего, Мн.: Веды, 1998